# ‘En Parur
‘En Parur (hebreiska: עין פרור) är en källa i Israel.   Den ligger i distriktet Norra distriktet, i den norra delen av landet. ‘En Parur ligger 119 meter över havet.
Terrängen runt ‘En Parur är varierad, och sluttar österut. Runt ‘En Parur är det ganska tätbefolkat, med 199 invånare per kvadratkilometer. Närmaste större samhälle är Yoqne‘am ‘Illit, 2,9 km norr om ‘En Parur. Trakten runt ‘En Parur består till största delen av jordbruksmark.